# جون ألدن سكوت
جون ألدن سكوت هو صحفي وسياسي أمريكي، ولد في 11 مارس 1916 في ليتشفيلد في الولايات المتحدة، وتوفي في 1 أكتوبر 1996. نشط حزبياً في الحزب الجمهوري.